# آبیودون اوبافمی
آبیودون اوبافمی (انگلیسی: Abiodun Obafemi؛ زادهٔ ۲۵ دسامبر ۱۹۷۳) بازیکن سابق فوتبال اهل نیجریه است.
از باشگاه‌هایی که در آن بازی کرده‌است می‌توان به باشگاه فوتبال فورتونا دوسلدورف، باشگاه فوتبال آگسبورگ، باشگاه فوتبال اس‌سی فورتونا کلن و باشگاه فوتبال تولوز اشاره کرد.